# Oswegatchie (rivière)
Pour les articles homonymes, voir Oswegatchie.
La rivière Oswegatchie est un cours d'eau qui coule dans l'État de New York aux États-Unis.
Cette rivière prend ses sources dans le Comté de Herkimer situé dans les monts Adirondacks. Deux branches principales de ce cours d'eau se rejoignent dans le comté de Hamilton. La rivière s'écoule vers l'ouest et se jette dans le fleuve Saint-Laurent à la hauteur des villes de Ogdensburg et de Oswegatchie.
Le patronyme de cette rivière vient du nom de la tribu Oswegatchie qui habitait cette région autrefois.
À l'époque de la Nouvelle-France, deux forts français s'élevaient dans les parages, le Fort de La Présentation à la confluence de cette rivière avec le fleuve Saint-Laurent, et le fort Lévis à quelque distance de là, le long du Saint-Laurent.